# Miagrammopes flavus
Miagrammopes flavus is een spinnensoort in de taxonomische indeling van de wielwebkaardespinnen (Uloboridae).
Het dier behoort tot het geslacht Miagrammopes. De wetenschappelijke naam van de soort werd voor het eerst geldig gepubliceerd in 1976 door Jörg Wunderlich.